# デジタルモンスター

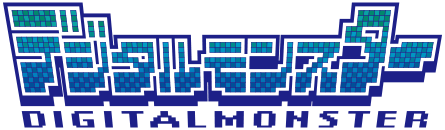
デジタルモンスター

『デジタルモンスター』は、1996年よりウィズが企画・原案を行い、1997年6月26日に大手玩具メーカーバンダイが発売した電子ゲームとその派生作品、およびそれに登場するキャラクターの名称。略称は「デジモン」。

## 概要
1997年6月26日にモンスターを育てる携帯ゲーム、『デジタルモンスター』の第一弾を発売。バンダイの商品ですでに成功していた育成ゲームたまごっちにバトル要素を加えた、男の子向けの「戦うたまごっち」をコンセプトとした。発売後、すぐに大ヒットとはならなかったが、後続のシリーズがリリースされていった結果、小中学生を中心に徐々に知名度と人気は高まり、日本全国の都市圏でデジモンキーやボルケーノ太田（当時はバンダイの所属社員だった）を司会者とするD-1グランプリという公式大会も開かれた。
携帯ゲーム以外でも、「デジモンワールドシリーズ」を筆頭とするビデオゲームやトレーディングカードゲーム、漫画などが次々とリリース。また、1999年にアニメ化・放送を開始した第一弾のアニメ『デジモンアドベンチャー』が大好評を博し、米国をはじめとする海外でもヒットするなど、メディアミックス戦略が功をなしてデジタルモンスターはキャラクターとしてその地位を一気に高めた。
携帯ゲームを初めとするデジタルモンスターシリーズには、全オリジナルシリーズ共通のバックボーンとなる世界観が用意されており、イメージイラストや専門用語も数多く存在する。ただし、アニメシリーズやそのタイアップであるゲームにおいては、独自の世界観を用いて展開している場合が多い。
現在でも新シリーズが登場し続けており、『狭義ではデジモンでないデジモン（デ・リーパー、デクスモンなど）』『同名だが、色やデザインが異なるデジモン』『他のデジモンの設定文のみに名前が登場するデジモン（オクタモンの設定文に名前が登場するフジツモンなど）』『ゲームのみに登場する、既存のデジモンと設定が若干異なるデジモン（デジモンストーリーサンバースト・ムーンライトのオファニモンコアなど）』『公募で採用はされたが、イラストなどは全く存在しないデジモン（デジモンウェブのドット絵コンテストで入賞したがイラストなどは無いテクノドラモンなど）』『デジクロスによる強化形態』『アニメや漫画のみの一時的な強化形態』などの存在もあるため正確な数の把握は困難である。公式が公式のデジモンとしてカウントしているデジモン数は、2013年7月時点で1000体以上だと言及されている。
キャラクターデザインの大部分はウィズのチーフデザイナーである渡辺けんじを中心とし、北川原真を始めとしたデザイナーが協業する形で行っている。このメンバーには以前ボルケーノ太田も参加していたが現在は声優に転身・専念しているため、外れている模様。また、カードゲームの企画において様々なイラストレーターがイラストを描いたが、その中からガンダムウォーなどで知られるAs'まりあとnaoyaが前述の三人に加わり公式イラストを手掛けたこともある。
コピーライトには、擬人名称（ハウスネーム）である本郷あきよしという名が用いられている。名前の由来はウィズとバンダイに所属する人物の名前を合わせたものである。

## 設定としてのデジタルモンスター

### デジモンの世界観としての概要
"近未来に突如発生したデジタル生命体を捕獲しキーホルダーサイズの機械の中で育成する"というのが大元の設定である。また、関連掲載誌や攻略本などに記載されている各デジモンや舞台背景の説明文において、研究者の活躍やその他の組織・人物についての説明がされている。
ハッカーがコンピュータ上でサイバーテロを行うために人工知能を備えさせたウイルスを広めたことがデジモンの始まりで、そのウイルスが世界中のデータを吸収して姿や性質を変え生物のようなものとなったものがデジモンである。パソコン上でデジモンキャプチャーというソフトを用いてデジタルワールドを映し、野生のデジモンを探すこととなる。発見したデジモンは、デジモンローダーというソフトの中に捕獲され、デジタマの状態でデジタルモンスター本体に移されることにより持ち歩き、いつでも対戦を行うことが出来るようになった。テイマーを始めとする、様々な利用者（ネットワーカー）が存在している。

### デジモンの生命としての概要
各デジモン個体の詳細はデジモン一覧を参照。
デジタルモンスターは「デジタルワールド」と呼ばれるコンピュータネットワーク上の擬似電脳空間に生息する人工知能を持った架空の生命体である。様々な属性や世代に分かれており、現実の世界に存在する動植物、機械、人型や突然変異などを模した多様な種族が存在する。各デジモンの固体に関してはオリジナルとしての基本の設定が存在しており、アニメ作品に登場させる際に意図的に改変をする場合がある。また、アニメ作品の主役として新たに作られたデジモンにおいても同様であり、改変により基本の設定と異なる設定となる場合がある。これらの改変された設定は一部がアニメ作品を主題としたムック形式の図鑑などに、オリジナルである基本の設定と一緒に掲載されることがあり、アニメ作品と関連性の無い図鑑と見比べてみることが必要である。
生態
デジモンの身体は、細胞核のような要素を持つデジコア（電脳核）、その情報を元に構成される骨格であるワイヤーフレームと皮膚であるテクスチャからなる。デジモンの姿にはデジモン自身がコンピュータ上のデータから読み取り学習したものと、人間がパソコンで作成したものとが存在する。それらは主に、ツールやゲームなどの様々なソフトから学び取ったものである。
デジモンは主にデジタルワールド上の食物を食べて生活し、さらにはネット内の様々なデータやプログラムも吸収し餌としている。また、デジモンの生命活動を維持するためには電気が必要であり、これは人間で言う酸素に相当する。デジモンは現実の生物と同じように卵（デジタマ）から誕生し、病気や怪我などの外的要因や寿命で死亡する。
大人しい気性のデジモンもいるが、基本的に野生の本能による闘争心が強い種族であり、“戦闘種族”や“戦う種”とも称され、デジタルワールドはほぼ常に戦いに満ちている。
デジモンは成長の節目でより強力な形態へと（場合によってはそれまでより弱い姿へと）「進化」する。この「進化」は恐竜型のデジモンが獣型やサイボーグ型になるなど、現実の生物の進化とは異なり、その個体が自らの構成データを大きく書き換え成長することを言う。成熟期に至るまでは元々持っている因子や、生活の仕方や戦闘経験、住まう環境の変化などにより、様々な進化形態へと分岐する。
成熟期以上のデジモンは他のデジモンたちと戦い、勝って勝率を上げることでより強力な完全体や究極体のデジモンへと進化することができる。また、過酷な環境の変化に耐えうることも、今後の完全体、究極体への進化に影響する。デジモンは基本的には年齢で進化し、進化する年齢の平均は各世代ごとに決まっている。また、ジョグレスと呼ばれるデジモン同士の合体、アイテムの装備や摂取による進化も存在する。
見た目や性格などで性別があるようにも見えるが、実際にはオス・メスの概念は無い。従って生殖は行わず、結婚や家族という概念も持たない場合が多い。ただし死ぬ間際に自らのデータを転写したデジタマを残す場合もある。初期の設定では野生のデジモンは一般的なコンピュータウイルスと同じく自己増殖機能を持っているとされていた。
進化段階
デジモンには進化の段階があり、基本的に誕生から順に幼年期I、幼年期II（それぞれ幼年期前期、幼年期後期ともいう）、成長期、成熟期、完全体、究極体の六段階に分類される。幼年期はIとIIがセットになる場合もある。また、例外的な進化段階である、アーマー体、ハイブリッド体、超究極体に分類されるものもいる。他にも進化段階は変わらないが、一部のデジモンには力を開放や変質した姿である○○モン・□□モードなどと呼ばれる姿が存在する。基本的に段階が上がるにつれ戦闘力もより強大になり、究極体がその頂点となる。しかし、例外も存在し代表例として成長期であるルーチェモンがプロフィールにて、「完全体デジモンをも凌駕するほどの力と英知を持っている。」（デジモン図鑑（五十音順）） とされている。また、ロイヤルナイツや七大魔王などの強大な勢力に属するデジモンは並の究極体では歯が立たないほどの圧倒的な力を持つ。
属性（初代デジモンペンデュラムより初登場）
デジモンの大部分はワクチン、データ、ウィルスの三属性に分類され、それぞれ「Va」「Da」「Vi」と略される。それぞれジャンケンのような関係になっており、
1. ワクチン種はデータ種に弱くウィルス種に強い。
2. データ種はウィルス種に弱くワクチン種に強い。
3. ウィルス種はワクチン種に弱くデータ種に強い。

ただし例外的な属性である、無・フリー（主にアーマー体）・不明・ヴァリアブル（主にハイブリッド体）などに分類されるものもいる。
キャラクターとしては一般的に主人公サイドなど「善」に属するデジモンにはワクチン種が多く、逆に悪役などはウィルス種が多い。
DNA（デジモンアクセルより初登場）
DNA（DIGIMON NATURAL ABILITY）は、デジモンに存在する因子のようなもので、竜・獣・鳥・虫・暗黒・聖・水・機械の8つが存在する。これらはデジモンが摂取する電気にも含まれており、デジモンの進化に影響を与えている。通電センサーを用いることにより人体や外部媒体に流れる電気からもDNAを取り入れることが可能となっている。
種族
各デジモンは研究者の観点から"〜デジモン"、または"〜型デジモン"と称される。これらの系統はデジモンに含まれる「因子」のデータによっても決められる。ただし、各作品内で大まかに系統を分けられることがあるが、それぞれの作品ごとに異なり統一された系統とは言えず、特に定まっているものではない。

### 軍団・勢力
デジタルワールドに存在する様々な集団を記載する。公式設定上のデジタルワールドには、全ての軍団、勢力が存在している、もしくは存在していたことになっているが、ゲーム、アニメ、漫画での設定上のデジタルワールドでは、これらの集団のいずれかが「いない」設定であることも多い。

#### 基本的な勢力
デジモンたちは主に生息地や特性によって属する勢力が異なる。
ネイチャースピリッツ
自然豊かな大地や、砂漠地帯に生息するデジモンたちの系統。原始的なデジモンで構成され、比較的穏やかな性格のものが多い。テントモンなどが所属する。
ディープセイバーズ
デジタルワールドの大半を占める「ネットの海」に生息するデジモンたちの系統。浅瀬、海面、深海などの場所によって、住むデジモンの気質は大きく異なるようである。ゴマモンなどが所属する。
ナイトメアソルジャーズ
フォルダ大陸の暗黒の地に生息するデジモンたちの系統。ゴースト型や悪魔型などで構成され、禍々しい城を中心とした地域で常に闇のデジモンたちが闘争をくり広げ、勢力を拡大させている。ピコデビモンなどが所属する。
ウィンドガーディアンズ
森やジャングルに生息するものや、空を飛び回るデジモン達の系統。鳥型や植物型などで構成され、毒を持つものや気性の荒いデジモンが多いことから、生息地帯はデジタルワールドでも危険な部類に属する。ピヨモンやパルモンなどが所属する。
鋼の帝国（メタルエンパイア）
ガラクタや線路などで構成された廃工場を根城とする、機械系やサイボーグ型のデジモンたちの系統。何者かに統率されているかのように、驚異的な勢いで領地を広げている。ハグルモンなどが所属する。
ウィルスバスターズ
正確な生息地を持たない、ウィルス種に対抗する力を持つデジモンたち（ただしウィルス種が所属していないわけではない。例外の代表としてはデュークモンが有名）。聖なる力を持つものから、遺跡を守るものまで、多種多様なデジモンが所属し、ウォーグレイモン、メタルガルルモンなどが該当する。なおサイバードラモンはウィルス種のデジモンを敵としているが、ウィルスバスターズに所属していない。
ジャングルトルーパーズ
森林地帯に生息する、主に昆虫系デジモンと植物系デジモンで構成されている系統。生息域に適応した体の形状に進化し、環境の変化に敏感な系統と言われている。ネイチャースピリッツとウィンドガーディアンズと生息域が一部重なるため、この2つの系統に分類されるデジモンとも共存している。ワームモンなどが所属する。
ドラゴンズロア
デジコアに竜因子データを持つ、ドラゴン系や恐竜系デジモンの系統。竜因子を持つデジモンは、力が強い、気性が荒い獰猛な傾向がある。比較的古い時代に発生した系統のため、デジモンとしての種類は多いが個体数が少ない。ブイモンなどが所属する。
アンノウン
分類が難しいものや出自がはっきりとしていないデジモン、突然変異系などの系統。進化の際に遺伝子データのコピーが正しく行われないことが原因で、アンノウン系に進化すると考えられている。生息域の激しい環境変化や劣悪な生育環境、ストレスの掛かるデジタルデータの取り込みが遺伝子データのコピー不良を引き起こすとされている。チューモンなどが所属する。
ダークエリア
デジタルワールドの最下層にある暗黒空間。最下層エリアである「コキュートス」が存在する。戦闘などで死亡したデジモンたちのデータが行き着く先。アヌビモンが守護・監督を行っており、良いデータと判断されればデジタマとして生まれ変わり、悪いデータと判断されれば「ダークエリア」をさまよい続けることとなる。ここを根城にしているデジモンたちはナイトメアソルジャーズ以上の力を持ったウィルス種のデジモンが多く所属しグランドラクモンやガルフモンなどが該当する。
ウィッチェルニー
デジタルワールドとは別次元の世界に位置する魔法使い系デジモンの故郷。「魔術」と呼ばれる能力が発達し、土のアースリン族、水のアクエリー族、火のエネルージュ族、風のバルルーナ族の4種族が暮らすデジタルワールド。風の魔術に精通した戦士団はヴォルテクスウォリアーと呼ばれている。出身デジモンはウィザーモン、フレイウィザーモン、ソーサリモン、ウィッチモン、ミスティモン、メディーバルデュークモン、ヘクセブラウモン、ワイズモンが該当する。
元はゲーム『マジカルウィッチーズ』から。

#### その他の勢力
ロイヤルナイツ

ファンロンモン・四聖獣・十二神将（デーヴァ）
東西南北それぞれの方角を護り、輝く4つの目と12の電脳核を持ち、神のごとき力を持つといわれる究極体のデジモン4体と、彼らに仕える十二支を模した完全体のデジモンたち。そして彼らの頂点に立つのが「大地（世界）」を司るファンロンモンであり、8つの目と12の電脳核を持っている。
対応するデジモンは以下の表の通り。
| 方位 | 属性 | 四聖獣         | モデル | 配下の十二神将   | 漢名   | 十二支 | 生肖 |
| ---- | ---- | -------------- | ------ | ---------------- | ------ | ------ | ---- |
| 北   | 水   | シェンウーモン | 玄武   | ヴィカラーラモン | 毘羯羅 | 亥     | 猪   |
| 北   | 水   | シェンウーモン | 玄武   | クンビラモン     | 宮毘羅 | 子     | 鼠   |
| 北   | 水   | シェンウーモン | 玄武   | ヴァジラモン     | 伐折羅 | 丑     | 牛   |
| 東   | 雷   | チンロンモン   | 青龍   | ミヒラモン       | 迷企羅 | 寅     | 虎   |
| 東   | 雷   | チンロンモン   | 青龍   | アンティラモン   | 安底羅 | 卯     | 兎   |
| 東   | 雷   | チンロンモン   | 青龍   | マジラモン       | 頞儞羅 | 辰     | 龍   |
| 南   | 炎   | スーツェーモン | 朱雀   | サンティラモン   | 珊底羅 | 巳     | 蛇   |
| 南   | 炎   | スーツェーモン | 朱雀   | インダラモン     | 因達羅 | 午     | 馬   |
| 南   | 炎   | スーツェーモン | 朱雀   | パジラモン       | 波夷羅 | 未     | 羊   |
| 西   | 鋼   | バイフーモン   | 白虎   | マクラモン       | 摩虎羅 | 申     | 猿   |
| 西   | 鋼   | バイフーモン   | 白虎   | シンドゥーラモン | 真達羅 | 酉     | 鶏   |
| 西   | 鋼   | バイフーモン   | 白虎   | チャツラモン     | 招杜羅 | 戌     | 犬   |

四大竜
ホーリードラモン、ゴッドドラモン、チンロンモン、メギドラモンの総称。デジタルワールドで最も強い四体の竜デジモンで神に近い力を持つといわれる。
古代種・アーマー体
デジタルワールドの創世記に存在した古代種は、現代種より進化の幅が少ない代わりに、「デジメンタル」と呼ばれる古代に作られた特殊なアイテムを用い、デジメンタルに宿る火や水の元素の力を借り『融合』（デジメンタルアップ）することで、擬似的な進化（アーマー進化）をしアーマー体と呼ばれる形態に進化を遂げることができる種族がいた。古代では、自分自身の力を使わなくても簡単に強い力をデジメンタルから借りることで引き出せるアーマー進化は、危険だと考えられていた。現在でも古代種のデータを引き継ぐデジモンたちはアーマー進化が可能になっている。
対応するデジモンは以下の表の通り（太字はアニメ『デジモンアドベンチャー02』（本編およびドラマCD）で登場）。
|              | 勇気           | 友情         | 愛情         | 知識           | 純真         | 誠実           | 希望         | 光               | 優しさ       | 奇跡           |
| ------------ | -------------- | ------------ | ------------ | -------------- | ------------ | -------------- | ------------ | ---------------- | ------------ | -------------- |
| ブイモン     | フレイドラモン | ライドラモン | セトモン     | ハニービーモン | ヤシャモン   | デプスモン     | サジタリモン | ガーゴモン       | カンガルモン | マグナモン     |
| ワームモン   | シェイドラモン | トゲモグモン | アウルモン   | サーチモン     | ノヘモン     | アーケロモン   | ブルモン     | クアトルモン     | プッチーモン | コンゴウモン   |
| ホークモン   | アロモン       | リンクモン   | ホルスモン   | フライビーモン | シュリモン   | オルカモン     | ムースモン   | ハーピモン       | トーカンモン | ピーコックモン |
| アルマジモン | ボアモン       | セピックモン | プテラノモン | ディグモン     | フロッグモン | サブマリモン   | シープモン   | シーホモン       | カメレモン   | エレファモン   |
| パタモン     | バロモン       | ステゴモン   | ピピスモン   | モスモン       | ポンチョモン | マンタレイモン | ペガスモン   | マンボモン       | プレイリモン | ライノモン     |
| テイルモン   | ランクスモン   | ビットモン   | スワンモン   | バタフラモン   | カブキモン   | ティロモン     | ゴートモン   | ネフェルティモン | オポッサモン | メイルドラモン |

上記の表の他にもテリアモンが運命のデジメンタルで進化したラピッドモン（アーマー体）、ブイモンが運命のデジメンタルで進化したゴールドブイドラモン、他には古代種のデータを持った一部のデジモンが勇気のデジメンタルで進化したフレイウィザーモンやサラマンダモン、友情のデジメンタルで進化したサンダーバーモンやケンキモンなどが存在する。
三大天使・神々の軍団（神々の隊列）
三大天使とは『神』の申し子である「ルーチェモン」の三つの側面を分け与えられた3体の天使型究極体。
熾天使型のセラフィモン、智天使型のケルビモン、座天使型のオファニモンからなる。
これらのデジモンのタイプは「天使の階級」の上級三隊をモデルにしており、中級三隊、下級三隊も主天使型のドミニモン、力天使型のクラヴィスエンジェモン、能天使型のスラッシュエンジェモン、大天使型のホーリーエンジェモンとエンジェウーモン、天使型のエンジェモン、ピッドモン、ダルクモンとしてそれぞれモデルにされている。
主神
四元徳（カーディナルバーチュズ）
- - 今のところ確認されていない。

上位三隊 「父」のヒエラルキー
- 最上位「熾天使」（セラフィム）
  - セラフィモン
- 第二位「智天使」（ケルビム）
  - ケルビモン
- 第三位「座天使」（王座）
  - オファニモン
  - ラジエルモン

中位三隊 「子」のヒエラルキー
- 第四位「主天使」（主権）
  - ドミニモン
- 第五位「力天使」（力）
  - クラヴィスエンジェモン
- 第六位「能天使」（能力）
  - スラッシュエンジェモン

下位三隊 「聖霊」のヒエラルキー
- 第七位「権天使」（権勢）
  - アルケーエンジェモン
- 第八位「大天使」
  - ホーリーエンジェモン
  - エンジェウーモン
- 最下位「天使」
  - エンジェモン
  - ピッドモン
  - ダルクモン
  - ルクスモン
  - ルーチェモン
  - キュピモン
  - プットモン

七大魔王
悪魔・暗黒系デジモンの頂点に君臨する七体の魔王型デジモンたち。モチーフは七つの大罪。
- 傲慢のルーチェモン：フォールダウンモード
- 嫉妬のリヴァイアモン
- 憤怒のデーモン
- 怠惰のベルフェモン
- 強欲のバルバモン
- 暴食のベルゼブモン
- 色欲のリリスモン

からなる。
ルーチェモンが更なる力を手にしたデジモン・ルーチェモン=サタンモードは「黙示録の竜」をモデルにしており、頭上に「大罪の冠」として解説されている発光する7つの円形の紋章を浮かべている。これらの紋章は太陽系の7つの惑星記号と共に、オリンピアの天使の7つの封印を意味する記号（七大天使を参照のこと）をベースにしている。これらの記号はカードダスBx-148に登場した「大罪の門」にも刻まれている。
オリンポス十二神族
ギリシア神話のオリュンポス十二神のローマ神話での呼び名をモデルにした神人型デジモンたち。
イグドラシルが管理しているものとは別サーバーの世界であり、ホストコンピューター「ホメロス」の管理下にある「デジタルワールド・イリアス」を守護している。敵対勢力はプルートモンやタイタモンが所属するタイタン族。
対応するデジモンは以下の表の通り。
| オリンポス十二神族           | モデル         | 生物 | 武器                                         |
| ---------------------------- | -------------- | ---- | -------------------------------------------- |
| マルスモン                   | マルス         | 豹   | トリアナックル（拳）、メタルコルトノス（靴） |
| ネプトゥーンモン             | ネプトゥヌス   | 魚   | キングスバイト（三叉槍）                     |
| メルクリモン                 | メルクリウス   | 狼   | アステカ（短刀）                             |
| ミネルヴァモン、メルヴァモン | ミネルウァ     | 蛇   | オリンピア、オリンピア改（大剣）             |
| アポロモン                   | アポロ         | 獅   | 拳                                           |
| ディアナモン                 | ディアナ       | 兎   | 矢                                           |
| ウェヌスモン                 | ウェヌス       | 鳩   | 愛                                           |
| ウルカヌスモン               | ウゥルカーヌス | 蛸   | 鍛冶道具                                     |
| ケレスモン                   | ケレース       | 植物 | カルポスヒューレ（森）                       |
| ユピテルモン                 | ユーピテル     | 鷲   | 槌                                           |
| バッカスモン                 | バックス       | 葡萄 | 毒                                           |
| ユノモン                     | ユーノー       | 孔雀 | グレイスランス（槍）                         |

上記の表の他にもアポロモンとディアナモンが合体した銀河型デジモンであるグレイスノヴァモン、ユピテルモンの戦闘形態であるユピテルモン：ラースモード、ユノモンが心の奥底に眠っていた悪の人格が呼び覚まされた姿であるユノモン：ヒステリックモード、バッカスモンの泥酔状態であるバッカスモン：泥酔モード、ケレスモンの本体であるケレスモンメディウム、メルヴァモンとスパロウモンがデジクロスした姿であるジェットメルヴァモン、アポロモンの闇の人格であるアポロモン・ウィスパード（アニメ『デジモンクロスウォーズ〜悪のデスジェネラルと七つの王国〜』に登場したオリジナルキャラクター。名前の由来は英語で「囁き声」を意味する「Whispered（ウィスパード）」から）が存在する。
タイタン族
デジタルワールド・イリアスにおいて、太古の昔、オリンポス十二神族に敗北して支配権を奪われた種族。ギリシャ神話におけるティターンに相当するが、筆頭格となっているのはティターンを滅ぼしたハデスモチーフのプルートモンとなっている。
対応するデジモンは以下の表の通り。
| タイタン族   | モデル             | 生物 |
| ------------ | ------------------ | ---- |
| プルートモン | プルート（ハデス） | 犬   |
| タイタモン   | ティターン         | 鬼   |

十闘士・ハイブリッド体
伝説の十闘士とは、古代デジタルワールドを「神なる敵（＝ルーチェモン）」から救ったと言われている遥か古代に始めて存在した十体の究極体デジモンと、死後「スピリット」と呼ばれるアイテムの形で後世へと遺された。また彼らの力を受け継いだデジモンたち。人間（または、デジモン）と「スピリット」が融合してデジモンとなった形態。環境によって属性が変わる「ヴァリアブル種」であり、1つの属性に対し、人型になる「ヒューマンスピリット」と獣型になる「ビーストスピリット」の2種が存在する。また、デジモンのデジコアに人間の遺伝情報を注入して生まれた特殊な状態であり、古代種ではない通常のデジモンで同様の行為をすればエラーが起こる。それぞれがデジタルワールドを構成する十の属性の力を宿しており、属性、対応するデジモン、関連するハイブリッド体と十闘士の力を受け継ぐデジモン達の対応は以下の表の通り。
| 属性 | 十闘士                     | ヒューマン形態   | ビースト形態     | 融合形態               | 超越形態           | 最終形態     | 力を受け継いだデジモンたち         |
| ---- | -------------------------- | ---------------- | ---------------- | ---------------------- | ------------------ | ------------ | ---------------------------------- |
| 炎   | エンシェントグレイモン     | アグニモン       | ヴリトラモン     | アルダモン             | カイゼルグレイモン | スサノオモン | 竜型デジモン/グレイモン系譜など    |
| 風   | エンシェントイリスモン     | フェアリモン     | シューツモン     | ジェットシルフィーモン | カイゼルグレイモン | スサノオモン | 鳥人型デジモン/妖精型デジモンなど  |
| 氷   | エンシェントメガテリウモン | チャックモン     | ブリザーモン     | ダイペンモン           | カイゼルグレイモン | スサノオモン | 哺乳類型デジモン/氷雪型デジモン    |
| 土   | エンシェントボルケーモン   | グロットモン     | ギガスモン       | Ｎ／Ａ                 | カイゼルグレイモン | スサノオモン | 鉱石型デジモン、鉱物型デジモンなど |
| 木   | エンシェントトロイアモン   | アルボルモン     | ペタルドラモン   | Ｎ／Ａ                 | カイゼルグレイモン | スサノオモン | 植物型デジモンなど                 |
| 光   | エンシェントガルルモン     | ヴォルフモン     | ガルムモン       | ベオウルフモン         | マグナガルルモン   | スサノオモン | 獣型デジモン                       |
| 雷   | エンシェントビートモン     | ブリッツモン     | ボルグモン       | ライノカブテリモン     | マグナガルルモン   | スサノオモン | 昆虫型デジモンなど                 |
| 闇   | エンシェントスフィンクモン | レーベモン       | カイザーレオモン | ライヒモン             | マグナガルルモン   | スサノオモン | 幻獣型デジモン、魔獣型デジモンなど |
| 闇   | エンシェントスフィンクモン | ダスクモン       | ベルグモン       | ライヒモン             | マグナガルルモン   | スサノオモン | 幻獣型デジモン、魔獣型デジモンなど |
| 鋼   | エンシェントワイズモン     | メルキューレモン | セフィロトモン   | Ｎ／Ａ                 | マグナガルルモン   | スサノオモン | 突然変異型デジモンなど             |
| 水   | エンシェントマーメイモン   | ラーナモン       | カルマーラモン   | Ｎ／Ａ                 | マグナガルルモン   | スサノオモン | 水棲型デジモンなど                 |

上記の表の他にもアグニモンがパワーダウンしたフレイモン、ヴォルフモンがパワーダウンしたストラビモンがいる。その他にも究極体だが、スサノオモンも存在する。
バンチョー
バンチョーとは強者たちと闘いにおいて“心を折られることなく闘い続けた者”に与えられる称号。孤高の存在であり個々で活動するものばかりで、厳密には組織ではない。
自分の信じる正義のために闘い続けたバンチョーレオモン、仲間を一切傷つけず闘い続けたバンチョーマメモン、弱者を助けるため凶悪なデジモンに多く勝ち続けたバンチョーリリモン、妥協しないプライドを持って闘い続けたバンチョースティングモン、頼まれた友のために闘い続けたバンチョーゴーレモンからなる。
D-ブリガード
機械化旅団で、竜型やサイボーグ型デジモンによって構成される特殊部隊で、バンチョーの敵対勢力。コマンドラモン、シールズドラモン、タンクドラモン、ダークドラモンが所属、あるいは関係する。
漫画『デジモンネクスト』の「削除部隊（コマンドメンツ）」に相当する。
ローヤルベース
謎の空中大要塞を拠点している蜂型デジモンの軍団。ファンビーモン、ワスプモン、キャノンビーモン、タイガーヴェスパモンが所属、あるいは関係する。
D-ブリガードと同様に漫画『デジモンネクスト』の「削除部隊（コマンドメンツ）」に相当する。
三銃士
突出した射撃能力を持つ3体のデジモンたち。マグナキッドモン、ガンドラモン、ベルスターモンの総称。
クラックチーム
サイボーグ系や機械系を操る謎の組織。カオスドラモン（クラックチーム リーダー専用）、ムゲンドラモン、ガンドラモン（戦闘用）、メタルティラノモン（対地迎撃用）、メガドラモン、ギガドラモン（対空迎撃用）、メタルシードラモン（水中迎撃用）、ギガシードラモン（制海用）、イージスドラモン（情報分析・解析用）が所属する。
チェスモン大帝国
チェスモン系で構成される謎の勢力。しかし、チェスモン大帝国がどのようなものか誰も知らず、周囲からも興味を持たれていない。
Legend-Arms（レジェンドアームズ）
「天使が持てば世界を救い、悪魔が持てば世界を滅ぼす」との言い伝えがある自身を武器に変えられるデジモンたち。ズバモン系統（ズバモン、ズバイガーモン、デュラモン、デュランダモン）、ルドモン系統（ルドモン、ティアルドモン、ライジルドモン、ブリウエルドラモン）、スパーダモンが該当し、ラグナロードモンが関連する。
ZERO-ARMS（ゼロアームズ）
ARMSとは『ARtificial MonSters』の略称。『古代デジタルワールド期』の後に到来した『デジモンテイマー期』の際にデジモンを模して作られた人類初の生体兵器。厳密にはデジモンではないが、グラニなどデジコアを有した存在もいる。該当者はグラニとオロチの二つで、グラニはデュークモンの鎧に、オロチはスサノオモンの武器になる。
プロトタイプデジモン
デジモンの原型となった実験体のことで、広義的にも狭義的にもデジモンの定義を満たしている。頭頂部に旧式インターフェースを持っているのが特徴で、ドルモン系統とリュウダモン系統、ルガモン系統が確認されている。
ビッグデスターズ
曜日をモチーフとした六人の魔将軍で構成された組織で、各々が特定の種族のデジモンの扱いに手慣れた戦闘のプロフェッショナル。
アニメ『デジモンクロスウォーズ〜悪のデスジェネラルと七つの王国〜』の「デスジェネラル」に相当する。
対応するデジモンは以下の表の通り。
| モチーフ | ビッグデスターズのメンバー | 二つ名       | 配下デジモン                   |
| -------- | -------------------------- | ------------ | ------------------------------ |
| 火曜日   | ドルビックモン             | 火烈軍団将軍 | 竜型デジモン                   |
| 月曜日   | ネオヴァンデモン           | 月光軍団将軍 | アンデッド型デジモン           |
| 木曜日   | ザミエールモン             | 木精軍団将軍 | 妖精型デジモンと植物型デジモン |
| 水曜日   | スプラッシュモン           | 水虎軍団将軍 | サイボーグ型デジモン           |
| 金曜日   | オレーグモン               | 金賊軍団将軍 | 水棲型デジモンと海獣型デジモン |
| 土曜日   | グラビモン                 | 土神軍団将軍 | 聖獣型デジモン                 |

また、『デジモンジントリックス』にて2011年8月25日に発売された拡張パック第3弾ではザミエールモン、オレーグモン、グラビモン、スプラッシュモンが、同年の11月25日に発売された拡張パック第4弾ではドルビックモン、ネオヴァンデモンが収録された。
他にも『デジモンカードゲーム』にて2021年2月26日に発売された拡張パック第5弾「バトルオブオメガ」ではドルビックモンが、翌年の2022年2月25日に発売された拡張パック第9弾「X（エックス）レコード」ではザミエールモンが収録され、同年の7月29日に発売されたテーマブースター第3弾「ドラゴンズロア」ではドルビックモンが通常版とパラレル版のイラストで2枚が再録された（ただし、効果は新規）。
アニメ『デジモンアドベンチャー:』では『クロスウォーズ』の個体とは別個体であるものの、スプラッシュモン（真の姿として第21話で登場）、オレーグモン（第60話、第64話、第67話（最終話）で登場）、グラビモン（第61話、第64話で登場）が再登場している。また、『デジモンゴーストゲーム』では第27話でスプラッシュモン（前作とは違い人型の姿で登場し、声優が異なっている）がビッグデスターズ（およびデスジェネラル）所属のデジモンとしては2作連続で再登場を果たしている（ただし、公式設定や『クロスウォーズ』とは違い、特殊能力は使用しなかった）。
天帝八武衆
デジタルワールドとデジタルワールド・イリアスに次ぐ、もう一つの世界「デジタルワールド・シャンバラ」を守護している。彼らはホストコンピューター「コンロン」により召喚された8体のデジモンでスサノオモンに代わり、現在のシャンバラを守護している。コンロンの意思を代弁者として八武衆を統べるシャカモンを筆頭に彼らはそれぞれの地域に分かれ、コンロンによって定められた使命を全うしている。
三英傑
天帝八武衆のうち、ゲンシ大陸の守護を司るのが「イーランモン」、「タクトウモン」、「ナタモン」である。いずれも戦を好む武を重んじるデジモンであり、大陸のデジモンたちは彼らを三英傑と呼んでいる。大陸には彼らに影響を受けた多数の猛者がひしめきあっており、三英傑は「群雄割拠ともいえる弱肉強食のことわり」こそが、デジモンの生きる世界の正しい姿として信じている。
三明神
「アマテラスモン」、「カグヤモン」、「リュウグウモン」の3体から成る、アシノ島の守護を司る者のことを、島に棲むデジモンは三明神と呼んでいる。アマテラスモンは天を、カグヤモンは山々を、リュウグウモンは海をそれぞれ領分としており、三明神は「デジモン達が様々な環境に適応して進化していくことわり」こそが、世界のあるべき姿だと信じている。
黄泉
黄泉（よみ）とは、他の世界のダークエリアに相当する冥府である。シャンバラの地下世界に存在し、アシノ島よりつづくヨモツヒラサカという場所からであれば、生者であろうとも黄泉に渡ることができるらしい。黄泉にのみ棲息するデジモンも多く存在し、ゲンシ大陸やアシノ島と同じくこの場所でも独自の生態系が成立している。その黄泉の守護を司るのが「エンマモン」である。

#### アニメオリジナルの勢力
公式設定とは別にアニメ独自の勢力として登場している集団。この内のアニメ（第2期『悪のデスジェネラルと七つの王国』まで）および漫画『デジモンクロスウォーズ』に登場したクロスハート、ブルーフレア、トワイライト、バクラ軍は後に『デジモンカードゲーム』でデジモンのタイプ特徴として公式に逆輸入された。
ダークマスターズ
アニメ『デジモンアドベンチャー』に登場した勢力。ピエモン、メタルシードラモン、ピノッキモン、ムゲンドラモンで構成され、ナイトメアソルジャーズ、ディープセイバーズ、ウィンドガーディアンズ、メタルエンパイアを従えている。
ヒュプノス
アニメ『デジモンテイマーズ』に登場した勢力。登場当初はテイマーズ（と言うよりデジモンそのもの）と敵対していたが十二神将との戦いの後に和解し、グラニやオペレーション・ドゥードゥルバグの発案をするといったサポート役になった。
人間・正義の十闘士
アニメ『デジモンフロンティア』に登場した勢力。謎のメールにより導かれ、トレイルモンに乗ってデジタルワールドに来た子どもたち。炎のスピリットを持つ神原拓也、光のスピリットを持つ源輝二、風のスピリットを持つ織本泉、雷のスピリットを持つ柴山純平、氷のスピリットを持つ氷見友樹、後に仲間に加わる、闇のスピリットを持つ木村輝一の6人である。輝一以外は携帯電話がディースキャナ（劇中はデジヴァイス）として変化し、それを通じて十闘士の力を受け継いだハイブリッド体デジモンへと進化する（輝一のデジヴァイスは輝二のデジヴァイスが2つに分かれて生じた物である）。スピリットエボリューション時は、ディースキャナに保存されているスピリット内のデジモンのデジコアに拓也たちの手のひらに出現するデジコード（人間の遺伝情報）をディースキャナでスキャン（注入）させる演出が見られるのだが、ヒューマン形態ではデジコード単体なのに対し、ビースト形態は幾重にも束ねたデジコードをスキャンさせている。ちなみにヒューマン形態からビースト形態あるいはその逆に直接姿を変える事を『スライドエボリューション』と呼ぶ。ヒューマンとビーストのスピリットの両方を使い、融合形態に進化することができる『ダブルスピリットエボリューション』は拓也と輝二のみ使用できる。10個のスピリットを使い超越形態に進化することができる『ハイパースピリットエボリューション』は、こちらも拓也と輝二のみ使用可能。20個のスピリットを使い、スサノオモンに進化することができる『エンシェントスピリットエボリューション』は、初めは拓也と輝二だけ合体進化したが、最後の戦いでは泉、純平、友樹も含めて合体進化した。尚、スピリットとの融合の際は、手のひらのデジコードが巨大化し、拓也達を覆って繭を形成し、同時に衣服が破れ、裸体の状態となる。次に身体をデジコア化する際は、デジコードの繭の中でスピリット内のデジコアと融合し人間個人（肌や髪の色など）のデータを分解され、人間としての感情が失われ、ヒトという種族を構成する遺伝情報と拓也達の記憶のみが残される。身体が一色に染まったシルエットのような状態となり、見た目も白い目と口だけが残った埴輪人形のような姿となる。デジコア化した拓也達の身体を大の字に広げて透明な板に固定（泉の場合は、手を交差させて胸部を隠しており、フェアリモンの進化時だけ、アーマーが装着される際に腕を広げる）。デジモンの構成データ（ワイヤーフレーム）とアーマー（テクスチャ）をデジコードの表面が盛り上がって進化先のデジモンの身体を象り、それぞれ一列に並べて挟み込み、デジモンの身体の形に合わせてデジコア化した拓也達の身体をデジモンに変化させる。身体の変化が終わるとアーマーが貼り付き、スピリットの人格データと拓也達の人格データ同士が結合し始める。二つの人格が合わさることで、新たなる自我が生まれる。そしてデジモンのデータが完全に組み込まれると、身体の表面が弾けてデジモンへの進化が完了する。ビーストスピリットを使用の際は、獣の要素を組み込んだ状態でデジコア化すると全身にノイズと光の粒子が生じ、身体だけではなく精神にも影響が出る。『ダブルスピリットエボリューション』時は、2つのスピリットのシルエットが交差しながらアーマーを型通り最後に重なり、そこから浮かび上がった拓也と輝二の顔が、一瞬デジコアから人間のものへと戻り、すぐにガラスの如く割られデジモンへの進化が完了する。『ハイパースピリットエボリューション』時は、各スピリットから発せられたデジコードが光の塔を形成し、人間を落下させながら進化させる。スピリットを身体の各部位に取り込み、データで構成された外殻を身に纏う。この外殻はコアとなるスピリットによって性質が変化する。この進化法では生身のままデジモンに進化する。人間に戻れば進化時に破れた服も元に戻る。
悪の五闘士
アニメ『デジモンフロンティア』に登場した勢力。ケルビモン（悪）に仕える土のスピリットを持つグロットモン、木のスピリットを持つアルボルモン、水のスピリットを持つラーナモン、鋼のスピリットを持つメルキューレモン、闇のスピリットを持つダスクモンのハイブリッド体で構成された組織。ダスクモンを除いた4体の闘士は、ケルビモンが倒される前に悪の五闘士自身が倒されたため、ルーチェモンとの戦いの時の名称は、元・悪の四闘士と呼ばれている。
DATS
アニメ『デジモンセイバーズ』に登場した勢力。「Digital-Accident-Tactics-Squad」の略。デジモンが関わる事件を処理する組織。
クロスハート / 赤の軍
アニメ（第2期『悪のデスジェネラルと七つの王国』まで）および漫画『デジモンクロスウォーズ』に登場した勢力。主人公である工藤タイキをジェネラルとするチーム。シャウトモンなどが所属する。名前の由来は『心を合わせていきたい』ことから（アニメ版で判明）。
アニメ版および漫画版では後に元トワイライトのジェネラルであった天野ネネやスパロウモンなども加入する。第3期ではタイキがキャプテンを務めるストリートバスケチームの名前としても使用されている。
ブルーフレア / 青の軍
アニメ（第2期『悪のデスジェネラルと七つの王国』まで）および漫画『デジモンクロスウォーズ』に登場した勢力。蒼沼キリハをジェネラルとするチーム。グレイモンなどが所属する。
トワイライト / 黒の軍
アニメ（第2期『悪のデスジェネラルと七つの王国』まで）および漫画『デジモンクロスウォーズ』に登場した勢力。元々は天野ネネをジェネラルとしたチームで、ダークナイトモンなどが所属する。
アニメ版では第21話でダークナイトモンがネネを見限り、ネネもクロスハートに身を寄せた後は、ジェネラル不在のダークナイトモンの私軍となり、さらに第2期でのデジタルワールド再統合後はダークナイトモンがバグラ軍に加入したため、実質バグラ軍の中のチームとなり、ネネの弟である天野ユウ（後に第23話（通算第53話）で利用されていたことを知り、クロスハートに助けられ彼らの仲間になった。漫画版本編では未登場）がトワイライトのジェネラルとして表面的に活動し、ダメモンなどが所属した。第23話（通算第53話）においてダークナイトモンが消滅したことに伴い壊滅した。
一方、漫画版ではバグラ軍に加入しなかった。
バグラ軍
アニメ（第2期『悪のデスジェネラルと七つの王国』まで）および漫画『デジモンクロスウォーズ』に登場した勢力。アニメ版のみ正式名称は「新正帝国バグラ」と判明している。皇帝のバグラモンを中心に、最高幹部に「三元士」であるタクティモン、リリスモン、ブラストモンからなるデジタルワールドを支配しようと企む悪の帝国。
アニメ版第2期からは新幹部として「デスジェネラル」が所属する（漫画版では所属していない）。
後にアニメ版では改心し離脱した一部のデジモン（グレイドモン、オレーグモン、アポロモンの三体。他にもコードクラウンの力で復活した元バグラ軍のデジモンも含む）は除き全滅したが、漫画版では逆に改心し離脱したデジモンはおらず、一部の者は生存している。
デスジェネラル
アニメ『デジモンクロスウォーズ〜悪のデスジェネラルと七つの王国〜』（第2期）に登場した勢力。前述したビッグデスターズのメンバー六人にオリンポス十二神族に所属するアポロモン（闇の人格であるウィスパードも含む）を加えたバグラ軍の新幹部。再統合後のデジタルワールドの各ランドを支配する七人のデジモン達で、作中では「七将軍」または「バグラ七将軍」と呼ばれている。ダークナイトモン（後に彼らを信用していなかったことが判明した）から量産型ダークネスローダーを与えられており、強制デジクロスの力を操る。また、これを使用し配下デジモンと強制デジクロスを行い、ダークネスモードに強化する（行ったのはドルビックモン、ネオヴァンデモン、スプラッシュモン、グラビモン、アポロモン・ウィスパード（アポロモンの闇の人格）のみで、ザミエールモン、オレーグモンは除く）。
対応するデジモンは以下の表の通り。
| モチーフ | デスジェネラルのメンバー            | 二つ名                                                   | 配下デジモン         | 支配領域                                          |
| -------- | ----------------------------------- | -------------------------------------------------------- | -------------------- | ------------------------------------------------- |
| 火曜日   | ドルビックモン                      | 「火烈（かれつ）将軍」または「火烈のドルビックモン」     | 竜型デジモン         | ドラゴンランド                                    |
| 月曜日   | ネオヴァンデモン                    | 「月光（げっこう）将軍」または「月光のネオヴァンデモン」 | 堕天使型デジモン     | ヴァンパイアランド                                |
| 木曜日   | ザミエールモン                      | 「木精（もくせい）将軍」または「木精のザミエールモン」   | 昆虫型デジモン       | ハニーランド                                      |
| 水曜日   | スプラッシュモン                    | 「水虎（すいこ）将軍」または「水虎のスプラッシュモン」   | サイボーグ型デジモン | サイバーランド                                    |
| 金曜日   | オレーグモン                        | 「金賊（きんぞく）将軍」または「金賊のオレーグモン」     | 水棲獣人型デジモン   | ゴールドランド （再統合前はゴールドゾーンだった） |
| 土曜日   | グラビモン                          | 「土神（どしん）将軍」または「土神のグラビモン」         | 聖獣型デジモン       | キャニオンランド                                  |
| 日曜日   | アポロモン アポロモン・ウィスパード | 「日輪（にちりん）将軍」または「日輪のアポロモン」       | 獣型デジモン         | ブライトランド                                    |

また、配下デジモンが公式設定とは異なり、該当するデジモンはネオヴァンデモン、ザミエールモン、オレーグモンとなっている。
上記の表の他にも強制デジクロスされた姿であるグランドジェネラモンも存在する（『デジモンジントリックス』（2011年11月25日に発売された拡張パック第4弾で収録された）では特異型デジモンとして設定されている）。
最初は全員（アポロモンの闇の人格であるウィスパードも含む）クロスハートに倒されたが、第20話（通算第50話）にてダークナイトモンがダークストーンとリヴァイブサーキットを使い、その力によって心を失った状態で復活を遂げ、彼らの心をプリズンランドに閉じ込めた。しかし、続く第21話（通算第51話）にてオレーグモンが改心し離反、アポロモンが闇の人格であるウィスパードと分離し倒した後に、二体共バグラ軍およびデスジェネラルから離脱し、タイキ達の味方になり共闘するも再び消滅したが、再度復活し、最終決戦後は描写は無いもののデジタルワールドに帰還した（これにより、クロスハートに加入した期間は短かった）。一方、ドルビックモン、ネオヴァンデモン、ザミエールモン、スプラッシュモン、グラビモンはダークナイトモンに利用されていたことを悟り、グランドジェネラモン敗北と共に再び消滅した。
一方、漫画版本編では登場しなかったが、単行本第2巻のカバー裏に収録されているオマケ漫画「ばぐら家の横顔 第0回」では、アニメ版で既に登場したドルビックモン、ネオヴァンデモン、スプラッシュモン、オレーグモンが登場し（他のデスジェネラルであるザミエールモン、グラビモン（二体共この時点では既に倒されている）、アポロモン（この時点ではOP映像での登場）は登場していない）、アニメ版本編では遭遇していないネネの弟であるユウ（登場したデスジェネラルの内、オレーグモンは後に遭遇する）と共にハンナモン（正体は作者の中島諭宇樹がこの漫画の前作品『エレメントハンター』の登場人物であるハンナ・ウェーバー）によって集められ、登場しなかったことを怒っており、ドルビックモンが必殺技の一つである「ドラゴンブレストニックファイア」を繰り出し、作者の中島を攻撃した。続く第3巻のカバー裏に収録されている第0回では、それぞれの特性や属性に因んだ家事を担当しているが、ここでは戦う気は全く無い（ただし、アニメ版では復活後に悲劇的な最期を遂げたドルビックモン、ネオヴァンデモン、ザミエールモン、スプラッシュモン、グラビモンが生存するという展開になっている）。この時のタイトルは『プリティなハンナモンと7つの王国』（第3巻での表記。第2巻では『デジモンクロスウォーズ〜プリティなハンナモンと七つの王国〜』）。また、アポロモンの闇の人格であるウィスパードは未登場。
対応するデジモンは以下の表の通り。
| デスジェネラルのメンバー | 二つ名                                       |
| ------------------------ | -------------------------------------------- |
| ドルビックモン           | 「お料理将軍・中華のドルビックモン」         |
| ネオヴァンデモン         | 「お料理将軍・イタリアンのネオヴァンデモン」 |
| ザミエールモン           | 「耳かき将軍・梵天のザミエールモン」         |
| スプラッシュモン         | 「洗濯将軍・漂白のスプラッシュモン」         |
| オレーグモン             | 「お料理将軍・バイキングのオレーグモン」     |
| グラビモン               | 「お料理将軍・土鍋のグラビモン」             |
| アポロモン               | 「録画将軍・深夜アニメのアポロモン」         |

#### ゲームオリジナルの勢力
カオス・シリーズ
ゲーム『デジモンワールド2』で登場するオリジナル勢力。ファイル島最強のデジモンカオスロード（後のカオスドラモン）を頂点とし、その配下に「カオス三将軍」のカオスピエモン、カオスグレイモン、カオスシードラモンからなるデジモンたち。
ガイアオリジン
ゲーム『デジモンストーリー サンバースト&ムーンライト』に登場するオリジナル勢力。スレイプモン、ドゥフトモン、スサノオモン、アポカリモン、ズィードミレニアモン、オメガモン、デュークモン：クリムゾンモード、アルファモン、ベルゼブモン：ブラストモードといったデジモンで構成されている。
ROG
ゲーム『デジモンストーリー 超クロスウォーズ レッド/ブルー』に登場するオリジナル勢力。エルエストウゾーンを侵略する悪のデジモン集団であるが、その実態はバルバモンがアルマモン復活の生贄とするために集めたデジモンたちであった。
構成員は首領がズィードミレニアモン、幹部はミノタルモン、プクモン、ミネルヴァモン、アイスデビモン、アルケニモン、ファラオモン→アヌビモン。配下デジモンはウィザーモン、ゴツモン、コカトリモン、マッシュモン、ケンタルモン（ここまでミノタルモンの配下デジモン）、シーラモン、ハンギョモン（ここまでプクモンの配下デジモン）、ピッコロモン、エクスティラノモン（ここまでミネルヴァモンの配下デジモン）、デビモン、レディーデビモン（ここまでアイスデビモンの配下デジモン）、サンダーボールモン、オオクワモン（ここまでアルケニモンの配下デジモン）、アクィラモン、ゴーレモン、カラテンモン、インセキモン、エンシェントスフィンクモン、マミーモン（ここまでファラオモン配下デジモン）、アルゴモン、インフェルモン（ここまでズィードミレニアモン配下）となっている。この他にもドルルモン、スパロウモンといったクロスハートのメンバーやブルーフレア、トワイライトのメンバーも洗脳されていた。
真の黒幕であるバルバモンはララモン、メギドラモン、メガドラモン、ギガドラモン、タイガーヴェスパモン、ヴァジラモン、ブライモン、マリンデビモン、ゲソモン、ルークチェスモン、ポーンチェスモン、ガーベモン、デスモン、ボルトモン、スラッシュエンジェモン、ガルフモン、ロードナイトモンを配下にしている。

## 商品としてのデジタルモンスター
デジモン商品は、オリジナルの設定をバックボーンとする独自展開を行っているオリジナル商品と、アニメ作品とのタイアップであるアニメーション商品の二つに大きく分けることが出来る。また、両者双方に関連した内容を含むその他の商品も存在する。

### デジモン商品の特徴
ドット絵
デジモン商品の特徴の一つとして、ドット絵が挙げられる。デジモンのドット絵の多くは他社の2Dグラフィックのゲームにも用いられることの多い、横16×縦16や横24×縦32などといったサイズのドット絵が採用されている。また、公式サイト上で公募を行い、ユーザーが作成し投稿したドット絵を選定し、新たなデジモンとして採用したこともある。
背景イラスト
携帯機本体の液晶部分の裏側にはイラストが組み込まれており、ファイル島やフォルダ大陸などといったデジタルワールドの景色が描かれている。
D-LINKシステム
D-LINKシステムとは、DIGIMON LINK SYSTEMの略称であり、携帯機"D-3"の代から使用されている互換システムの名称である。システムの内容に関しては、DIGIMON LINK SYSTEMロゴマークの印刷された商品に対してケーブルや接続端子で"リンクが可能"なことを示すときに用いるというものである。例として携帯機同士の通信、『デジモン』を専用コネクタを介してワンダースワン上で戦わせるなどが挙げられる。カードダスをディーアークにスラッシュするという互換性に関しては、"カードスラッシュシステム"という名称である。

### オリジナル商品

#### 携帯機
デジモンの原点であるハイパーインタラクティブバトルシミュレータの流れを汲む携帯ゲーム。食事やトレーニングなどの世話を行い、様々なモンスターへ進化させていくゲーム。
初代デジモン
現在、携帯電話のコンテンツであるバンダイコレクションで配信中である。
なおVer.5はもともと東宝怪獣をモデルにした別の携帯ゲームとして企画されていたと言われており、登場するデジモンのドット絵はゴジラやモスラを彷彿とさせるものになっている。
- デジタルモンスターver.1 1997年6月発売・追加カラー11月発売
- デジタルモンスターver.2 1997年12月発売・追加カラー2月発売
- デジタルモンスターver.3 1998年3月発売
- デジタルモンスターver.4 1998年5月発売（D-1グランプリの優勝賞品であるD-1スペシャルを後に各色10000個のみを生産し発売）
- デジタルモンスターver.5 1998年7月発売

なお、本モデルまでは通信対戦時に素早く接続を外す、ずらすなどの行為により片方の端末だけバトルが進行することがある。これを利用し弱いモンスターに対して連続で勝利し、戦闘回数と勝率を底上げするという小技が存在する。

デジモンペンデュラム

デジモンペンデュラムプログレス

デジモンペンデュラムエックス

デジモンアクセル

デジモンミニ
- デジモンミニ（レッド・グレー・ジャンプ・ユニクロ限定クリアイエロー・ユニクロ限定ブラック・ユニクロ限定ブラック迷彩カラー・ユニクロ限定グレー・ユニクロ限定ブルー）
- デジモンミニVer.2.0（イエロー・ホワイト・ボンボンカラー・あそぶほんカラー）
- デジモンミニVer.3.0（ブラック・パープル・クリアグリーン・クリアオレンジ）

ジャンプ・あそぶほん・ボンボンカラーは各雑誌でのプレゼントでのみ入手可能。
ユニクロ限定クリアイエロー・ユニクロ限定ブラック・ユニクロ限定ブラック迷彩カラー・ユニクロ限定グレー・ユニクロ限定ブルーは全国のユニクロ店舗、ユニクロオンラインストアでのみ入手が可能。
また、ユニクロ限定色は、液晶画面のバックがUNIQLOになっている。
デジモンツイン
2007年発売。デジモンミニ後継機。Lは獣デジモン、Rは竜デジモンがメインになる。
クロスウォーズ デジモンミニ
2010年11月6日発売。育成・バトルできる液晶携帯ゲーム。
デジモンキャッチ がんばれモニタモン!
2010年11月13日発売。モニタモン型の液晶ゲーム。トントンセンサー付で本体を叩くことによりデジモンをキャッチする。
バイタルブレス デジタルモンスター
2021年3月13日発売。ウェアラブル（腕時計）型。

#### プレミアムバンダイ限定
プレミアムバンダイの通販商品。
デジモンアドベンチャー デジヴァイス Ver.15th（15周年記念バージョン）
2014年8月1日受注開始、12月25日発送。八神太一カラー/石田ヤマトカラーの2種。
デジモンアドベンチャー デジヴァイス Ver.15th アニメオリジナルカラー
2015年3月3日受注開始、7月25日発送。
デジモンアドベンチャー デジヴァイスVer.15th メタルガルルモンカラー
2017年11月22日発送。
デジモンアドベンチャー 超進化魂 & デジヴァイスVer.15th コンプリートメモリーセット
2017年11月22日発送。挿入歌「brave heart」のTVサイズが収録された台座が付いた超進化魂とのセット、デジヴァイスはウォーグレイモンカラー。3000個限定。
デジモンアドベンチャー デジヴァイスVer.Complete
2021年1月20日発送。「デジヴァイス Ver.15th」に「デジモンアドベンチャーtri.」と「デジモンアドベンチャー LAST EVOLUTION 絆」のステージが追加された。本体カラーは、前作の透明感あるカラーリングからアニメ本編に登場するカラーリングに変更し、アニメ本編に登場するカラーリングはデジヴァイスとして初の商品化となる。
Complete Selection Animation デジヴァイス
2015年12月受注開始、2016年3月18日発送。アニメを再現したなりきりアイテム。
Complete Selection Animation デジヴァイス tri. memorial（CSAデジヴァイス tri. memorial）
2018年10月受注開始、2019年1月29日発送。アニメを再現したなりきりアイテム。
Complete Selection Animation デジヴァイス 1999（CSAデジヴァイス 1999）
2019年1月受注開始、9月20日発送。アニメを再現したなりきりアイテム。
Complete Selection Animation デジヴァイス -LAST EVOLUTION-（CSAデジヴァイス -LAST EVOLUTION-）
2020年6月23日発送。アニメを再現したなりきりアイテム。
デジモンアドベンチャー02 D-3 Ver.15th DIGIMON DETECT&DISCOVER
2015年12月25日受注開始、2016年6月15日発送。アニメを再現したなりきりアイテム。本宮大輔カラー/一乗寺賢カラーの2種。6000個限定。
デジモンアドベンチャー02 D-3 Ver.15th パイルドラモンカラー DIGIMON DETECT&DISCOVER
2016年3月11日受注開始、7月7日発送。アニメを再現したなりきりアイテム。3000個限定。
デジモンテイマーズ ディーアーク Ver.15th（15周年記念バージョン）
2016年7月22日受注開始、2017年1月23日発送。アニメを再現したなりきりアイテム。松田啓人カラー/牧野留姫カラーの2種。
デジモンアドベンチャーtri. Complete Selection Animation D-3
2017年3月21日発送。アニメを再現したなりきりアイテム。TAKERU TAKAISHI Ver./HIKARI YAGAMI Ver.の2種。
デジタルモンスター ver.20th（デジモン20周年記念版）
2017年6月発送。
デジタルモンスター Ver.20th
2017年11月発送。復刻オリジナルカラー。アルファモンカラー/ズバモンカラー/オメガモンカラーの3種。
デジタルモンスターVer.REVIVAL
2020年12月15日発送。復刻版。オリジナルブラウン/オリジナルグレーの2種。
デジタルモンスターCOLOR
2023年2月発送予定。25周年記念アイテムにしてカラー液晶と充電池（USB Type-Cに対応）を採用した復刻版。オリジナルブラウン/オリジナルグレー、ver.2オリジナルホワイト/ver.2オリジナルブラックの4種で、ver.2の復刻は史上初。
デジモンペンデュラムver.20th
2018年6月21日発送。オリジナルシルバーブラック/オリジナルシルバーブルーの2種。
デジモンペンデュラムver.20th ニューカラー2種
2018年12月15日発送。デュークモンカラー/ベルゼブモンカラーの2種。
デジタルモンスターX
2019年3月14日発送。X抗体のデジモンが初登場。ブラック/ホワイトの2種。
デジタルモンスターX Ver.2
2019年12月発送。レッド/パープルの2種。
デジタルモンスターX Ver.3
2020年7月31日受注開始、9月2日発送。イエロー/ブルーの2種。
デジモンアドベンチャー： デジヴァイス：
2020年11月24日発送。アニメを再現したなりきりアイテム。画面周辺にLEDが搭載されている。
デジモンペンデュラムZ
2022年2月7日受注開始。3月14日発送。
デジモンペンデュラムZII
2022年2月7日受注開始。3月14日発送。
Super Complete Selection Animation ディーアーク
2022年9月発送。『デジモンテイマーズ』放送20周年記念アイテムで『Complete Selection Animation』の新ブランド『Super Complete Selection Animation』の第一弾商品となる。種類は主人公である松田啓人、李健良、牧野留姫の3種類で、カラー液晶が搭載されている。本作品のテレビサイズの主題歌やBGMが収録され、主要人物やパートナーデジモンの台詞が新規収録される。付属するデジモンカードは各種ごとに異なり、カードにはICチップが、ディーアーク本体のスラッシュ部分にはNFCリーダーが搭載され、劇中さながらにカードスラッシュする動作を体感できる。

#### ビデオゲーム（オリジナル）
元祖デジタルモンスター
携帯機デジモンのゲーム性をそのままにシステムを発展させた作品群。
デジタルモンスターVer.S 〜デジモンテイマーズ〜
セガサターン、1998年9月23日発売。
初代デジタルモンスターの設定をベースにコンピュータに関する知識をより濃く反映させた作品。
デジタルモンスター Ver.WonderSwan
ワンダースワン、1999年3月25日発売。
デジタルモンスター ディープロジェクト
ワンダースワンカラー専用、2002年8月3日発売。
アニメストーリーからの派生したシリーズ
- 秋山遼VS.ミレニアモンシリーズ

ゲーム内では「デジモンアドベンチャー」・「デジモンアドベンチャー02」、「デジモンテイマーズ」の話と連動したストーリー。
RPGの要素を取り入れたシリーズ
- デジモンワールドシリーズ

デジモンワールドを参照のこと。PlayStationにてワールドシリーズがスタートする。
主なハードはPlayStation系である。
- デジモンストーリーシリーズ

デジモンストーリーを参照のこと。ニンテンドーDSにてシリーズが誕生した。
主なハードは任天堂系である。

#### 画集ほか
- 『デジタルモンスター ART BOOK Ver.1〜5&20th』（バンダイ、200ページ、2017年）
- 『デジタルモンスター ART BOOK Ver. PENDULUM』（バンダイ、240ページ、2018年）
- 『デジタルモンスター ART BOOK Ver.X』（バンダイ、224ページ、2019年）

#### 関連商品
- イレモン - 初代デジモンを収納するケースである。
- イレモンペンデュラム - 同上。
- テイマーズタグ - デジモンを付けて首から提げることを用途としたドッグタグ。1998年発売、予価580円。シリアルナンバーが刻印されており、大変貴重である。
- ザ・デジモン - 初代デジモンに登場するデジモンを再現したフィギュア。檻の形をしたケースが付属。

### アニメーション商品
株式会社ウィズでは、これらをまとめて『アニメーション商品』と呼んでいる。

#### デジヴァイス
アニメの主人公たちが所持するPDAのような機械、デジヴァイスを再現した玩具。

#### ビデオゲーム
- デジモンレーシング - ゲームボーイアドバンス（以下GBA）、2004年4月1日発売
- デジモンバトルクロニクル - PlayStation 2（以下PS2）・ニンテンドー ゲームキューブ（以下GC）・Xbox、2004年7月29日発売
- デジモンセイバーズ アナザーミッション - PS2、2006年11月30日発売
- デジモンチャンピオンシップ - DS、2008年2月14日発売
- デジモンアドベンチャー - PlayStation Portable（以下PSP）、2013年1月17日発売
- デジモンサヴァイブ - PlayStation 4（以下PS4）・Switch、2022年7月28日発売

#### 設定資料集&ファンブック
- 『テレビマガジン グレート百科132 デジモンアドベンチャー ひみつ大図鑑』（講談社、1999年10月発売）ISBN 4-06-339433-6
- 『ケイブンシャの大百科642 デジモンアドベンチャー大百科』（勁文社、1999年12月発売）ISBN 4-7669-3285-4
- 『ケイブンシャの大百科644 デジモンアドベンチャー大百科 PART2』（勁文社、2000年2月発売）ISBN 4-7669-3423-7
- 『テレビマガジンデラックス98 デジモンアドベンチャー超百科 決定版』（講談社、2000年3月発売）ISBN 4-06-304450-5
- 『ケイブンシャの大百科別冊 デジモンワールドマガジン』（勁文社、2000年4月発売）ISBN 4-7669-3477-6
- 『デジモンアドベンチャー メモリアルBOOK』（学研プラス、2000年5月発売）ISBN 4-05-602315-8
- 『デジモンアドベンチャー02＆デジモンアドベンチャー シールあそびえほん』（講談社、2000年6月発売）ISBN 4-06-177480-8
- 『デジモンアドベンチャー02 集英社シールつきおたのしみクイズブック たおせデジモンカイザー!なかまをすくいだせ!!』（集英社、2000年7月発売）ISBN 4-08-782595-7
- 『テレビマガジン グレート百科138 デジモンアドベンチャー02 ひみつ大図鑑』（講談社、2000年7月発売）ISBN 4-06-339439-5
- 『ケイブンシャの大百科652 デジモンアドベンチャー02 大百科』（勁文社、2000年10月発売）ISBN 4-7669-3615-9
- 『テレビマガジン グレート百科144 デジモンアドベンチャー02 超進化大図鑑』（講談社、2000年12月発売）ISBN 4-06-339445-X
- 『講談社おともだちニューシールブック56 デジモンアドベンチャー02 シールあそびえほん』（講談社、2000年12月発売）ISBN 4-06-327256-7
- 『講談社のテレビ絵本1170 デジモンアドベンチャー02 ぜんデジモン171たい完全図鑑』（講談社、2001年3月発売）ISBN 4-06-344170-9
- 『ケイブンシャの大百科671 デジモンアドベンチャー02大百科 完結編』（勁文社、2001年4月発売）ISBN 4-7669-3737-6
- 『テレビマガジンデラックス114 デジモンアドベンチャー02超百科 決定版』（講談社、2001年5月発売）ISBN 4-06-304466-1
- 『デジモンアドベンチャー02 メモリアルBOOK』（学研プラス、2001年6月発売）ISBN 4-05-602566-5
- 『ケイブンシャの大百科別冊 デジモンアドベンチャー キャラクター完全ファイル』（勁文社、2001年9月発売）ISBN 4-7669-3819-4
- 『ケイブンシャの大百科691 デジモンテイマーズ大百科』（勁文社、2001年11月発売）ISBN 4-7669-3925-5
- 『テレビマガジン グレート百科152 デジモンテイマーズ ひみつ大図鑑』（講談社、2001年11月発売）ISBN 4-06-339453-0
- 『たの幼TVデラックス87 デジモンテイマーズ シールあそびえほん』（講談社、2002年1月発売）ISBN 4-06-177487-5
- 『たの幼TVデラックス93 デジモンテイマーズ シール大図鑑』（講談社、2002年4月発売）ISBN 4-06-177493-X
- 『ケイブンシャの大百科697 デジモンテイマーズ大百科 完結編』（勁文社、2002年5月発売）ISBN 4-7669-4150-0
- 『テレビマガジンデラックス124 デジモンテイマーズ超百科 決定版』（講談社、2002年5月発売）ISBN 4-06-304476-9
- 『テレビマガジン グレート百科163 デジモンフロンティア ひみつ大図鑑』（講談社、2002年11月発売）ISBN 4-06-339464-6
- 『Vジャンプブックス [アニメシリーズ] - TVアニメ デジモンアドベンチャー公式大図鑑』（集英社、1999年12月発売）ISBN 4-08-779047-9
- 『Vジャンプブックス [アニメシリーズ] - TVアニメ&劇場版アニメ デジモンアドベンチャー公式大図鑑II』（集英社、2000年5月発売）ISBN 4-08-779062-2
- 『Vジャンプブックス [アニメシリーズ] - TVアニメ&劇場版アニメ デジモンアドベンチャー02 公式大図鑑III』（集英社、2000年10月発売）ISBN 4-08-779076-2
- 『Vジャンプブックス [アニメシリーズ] - TVアニメ&劇場版アニメ デジモンアドベンチャー02 公式大図鑑IV』（集英社、2001年6月発売）ISBN 4-08-779114-9
- 『Vジャンプブックス [アニメシリーズ] - TVアニメ&劇場版アニメ デジモン 公式大図鑑V 〜デジモンテイマーズ編〜』（集英社、2001年11月発売）ISBN 4-08-779135-1
- 『Vジャンプブックス [アニメシリーズ] - TVアニメ&劇場版アニメ デジモン 公式大図鑑VI 〜デジモンテイマーズ編〜』（集英社、2002年5月発売）ISBN 4-08-779170-X
- 『Vジャンプブックス [アニメシリーズ] - TVアニメ&劇場版アニメ デジモン 公式超図鑑』（集英社、2003年5月発売）ISBN 4-08-779240-4
- 『デジモンシリーズ メモリアルブック デジモンアニメーションクロニクル』（新紀元社、2010年2月24日発売）ISBN 978-4-7753-0749-6

#### 関連商品
- 超進化シリーズ
- Dreal（ディーリアル）シリーズ
- S.H.Figuarts（フィギュアーツ）シリーズ

### その他の商品展開

#### デジモンカード
- カードダス
カードゲームが登場するまで発売されていた。裏面は各デジモンの詳細を記載した図鑑となっている。
- デジタルモンスターカードゲーム
シリーズが発売するたびに雑誌や店舗用ポスターに掲載された宣伝用広告にて独自のストーリーを展開していた。
詳細は#カードゲームストーリーを参照。
- デジタルモンスターカードゲームα
  - デジモンバトルターミナル

データカードダスアーケードゲーム。店舗用のゲーム筐体にて独自のシナリオを展開していた。また、デジモンの世界観を担うデジタルワールドの全体マップが初登場した。
- デジモンクロスウォーズ 超デジカ大戦
アニメ『デジモンクロスウォーズ』のデータカードダス。
- デジモンジントリックス
トレーディングカードのシリアルコードか2次元コードを入力して遊ぶオンラインカードゲーム。
- デジモンユニバース アプリモンスターズ カードゲーム
アニメ『デジモンユニバース アプリモンスターズ』のカードゲーム。
- データカードダス デジモンユニバース アプリモンスターズ
アニメ『デジモンユニバース アプリモンスターズ』のデータカードダス。

#### その他
- デジモン図鑑
  - デジモンアナライザー 1999年発売
  - ディーターミナル 2000年7月下旬発売
  - ディーギャザー 2002年に海外限定販売
  - デジウィンドウ 2006年8月下旬発売
- オンラインサービス
  - 2004年9月より、オンラインゲーム「デジモンネットバトル」が無料で公開された。
  - 2005年11月より、「デジモンネットバトル」のリニューアル版、「デジモンサークル」が無料で公開された。
  - 2010年6月より、「デジモン ゲームアーケード」が公開。
  - 2011年5月より、ソーシャルゲーム「デジモン生活」がMobageより提供開始（現在はサービス終了）。
  - 2011年11月8日より、ソーシャルゲーム「デジモンコレクターズ」がGREEより提供開始（2014年7月31日にサービス終了）。
  - 2012年12月3日より、スマートフォン向けアプリ「デジモンクルセイダー」が配信開始（2014年11月26日にサービス終了）。
  - 2013年7月11日より、ソーシャルゲーム「デジモンフォーチュン」がYahoo!モバゲーより提供開始（2014年3月31日にサービス終了）。
  - 2016年3月24日より、スマートフォン向けアプリ「デジモンリンクス」が配信開始（2019年7月30日にサービス終了）。
  - 2018年6月25日より、スマートフォン向けアプリ「デジモンリアライズ」が配信開始（2022年4月21日にサービス終了）。
  - 中国のみで2021年10月20日より、スマートフォン向けアプリ「デジモン新世紀」（中国語：数码宝贝：新世纪）が配信開始。
- モールアドベンチャー
  - デジモンバトルウォーカー
2010年7月10日より実施されたショッピングモール内で専用のゲーム端末を使いプレイするアトラクション。

## フィクションとしてのデジタルモンスター
他者による二次的作品に関して
ウィズの考案した公式設定をベースとしているが、各ビデオゲーム作品やアニメ、漫画作品によってそれぞれに独自の解釈がなされ、細かな設定にも手が加えられたものと、オリジナルの設定を継承しつつ発展させたものとが存在する。また、後者に相当するものは初期に作られたビデオゲーム作品に多い。
複数の作品で同種・別個体のデジモンが登場することも多いため、ある種のスター・システムになっている。
公式サイトには早い段階でファンが製作した小説などを掲載する「オリジナルデジモンストーリー掲示板」が設置されており、二次創作には比較的寛容である。

### カードゲームストーリー
SF小説作品のようなストーリーが、デジモンの情報を掲載している雑誌や販売店舗用ポスターなどのカードゲームの広告などに掲載された。アニメ作品の展開に合わせてカードゲームの新しいブースターパックを発売するたびに、世界観を分かりやすくするフレーバーとしてストーリーを広告内にて次々に発表していった。また、アニメ作品の内容とは異なったストーリーが展開していた。これらはオリジナルの設定を基盤としているため、最も原作の世界観に近く沿ったフィクションであると言える。また、デジモンクロニクルとして、携帯機解説書による漫画とカードゲームの広告用ストーリーの両方で展開された。カードゲーム自体にも、短いストーリーがフレーバーとして書かれたものが存在する。

### アニメーション
全作とも東映アニメーションが制作。第5作まではフジテレビ系日曜朝9時枠で通算253回放送された。基本的に4月1週目に開始し、3月4週目に終了という1年1作のスタンスをとっていた。『デジタルモンスター ゼヴォリューション』は2005年1月にSP放送された。第6作はテレビ朝日系に移籍。放送開始は7月第1週で、当初はシリーズ初の火曜でなおかつゴールデンタイムでのレギュラー放送だったが、9ヶ月で日曜早朝に移動。これを機に概ね半年毎にいくつかの期に分けられる長期シリーズとなっている。『tri.』は劇場シリーズとして制作され、2015年11月 - 2018年5月に劇場公開された後、2016年7月から2019年3月にかけてアニマックスで放送された。第7作はテレビ東京系に移籍。放送開始は10月の第1週で、シリーズ初の土曜でのレギュラー放送になった。また、タイトルにデジモンを冠してはいるが、従来のデジモンはゲームのキャラクターとして一度登場した以外はまったく登場せず、それに代わるものとしてアプリケーションソフトから生まれた「アプリモンスター」（略称は「アプモン」）が登場する。第8作・第9作・第10作は『セイバーズ』以来13年ぶりに再びフジテレビ系に移籍しており、それぞれ6クール（1年半）ずつ放送されている。
一概には言えないが、テレビシリーズはデジタルモンスターには設定としての原作は存在するものの、ストーリーとしての原作が存在せず、アニメの制作者の意図が反映されやすく挑戦作・意欲作的なスタンスになりやすい。
構図としては、特定のデジモンを、人間1人に対して1体のパートナーと言うべき存在として配置し、また主要キャラは現実世界の問題を反映した普通の小中学生となっており、主人公の担当声優も女性声優が大半を占めている。『デジタルワールド』や『デジタルモンスター』は近代における電子機器や精密機械の発展や、進む情報化社会化と絡め、リアルワールドでのネットワークの発展に伴って自然に生まれたことになっており、人間とデジモンとの間に、特殊な関係が形成されている。よって、人間側の精神や感情の昂りによってデジモンが進化される描写がある。場合によってはデジタルワールド・リアルワールド以外の世界も存在し、物語に強い影響を与えることもある。
他、全作品において、デジモンを知らない人間たちはリアルワールドに現れて暴れまわるデジモンたちを「怪獣」/「モンスター」と呼んでいる。または、人間の形に近いデジモンを「コスプレ」と間違われたこともある。一方、第9作でのある話において登場したダークリザモンとセーバードラモンによるといつの間にかリアルワールドに迷い込んでしまったらしく、そこで火事に巻き込まれた青年をダークリザモンの黒い炎で助けようとするも母親の声を聞いたことでパニックになって忠告を無視したために慌てて炎から飛び出して青年は焼死・灰化してしまい、青年の両親をはじめとした周囲からは二匹を放火犯だと誤解された過去を持つ。
『デジモンアドベンチャー02 THE BEGINNING』では、アニマックスでの放送やバンダイチャンネルでの配信が行われていない。

#### 音楽
第5作まではティー ワイ エンタテインメント（第4作までは「NECインターチャネル」名義、第5作では「インデックスミュージック」名義）が一貫して音楽制作を手掛け、主題歌を含めCDはすべて同社からの発売となっている。各作品ごとにサウンドトラック・アルバムやソングコレクション、ドラマCDなどが制作されたほか、シリーズをまたいでのオムニバス形式によるアルバムも制作されている。また、第4作までは有澤孝紀が全作品の劇伴を作曲しており、第2作以降は旧作からの流用も行われている。なお、第5作は有澤が死去したため奥慶一に交代している。
第6作は日本コロムビア（放送期間中に「コロムビアミュージックエンタテインメント」から社名変更）が音楽制作を手掛け、挿入歌とサウンドトラック・アルバムは同社から発売されたが、主題歌は他社のアーティストが起用され、それぞれのアーティストの所属レーベルから発売された。劇伴は山下康介が担当している。
第7作はワーナー・ミュージック・ジャパンが音楽制作を手掛け、同社からキャラクターソング&オリジナルサウンドトラック・アルバムが発売されたが、主題歌については第6作同様、それぞれのアーティストの所属レーベルから発売されている。劇伴は中川幸太郎が担当している。
第8作以降は再び日本コロムビアが音楽制作を手掛け、同社からオープニングテーマと挿入歌、オリジナルサウンドトラック・アルバムが発売されている。エンディングテーマについては第6作・第7作と同様にそれぞれのアーティストの所属レーベルから発売されている。劇伴は第8作を佐橋俊彦、第9作を大谷幸が担当している。

#### テレビアニメ
|    | 作品名                                                    | 放送期間                      | シリーズディレクター | シリーズ構成    | 音楽         | 放送局     | 話数   |
| -- | --------------------------------------------------------- | ----------------------------- | -------------------- | --------------- | ------------ | ---------- | ------ |
| 1  | デジモンアドベンチャー                                    | 1999年3月7日 - 2000年3月26日  | 角銅博之             | 西園悟          | 有澤孝紀     | フジテレビ | 全54話 |
| 2  | デジモンアドベンチャー02                                  | 2000年4月2日 - 2001年3月25日  | 角銅博之             | 前川淳/吉村元希 | 有澤孝紀     | フジテレビ | 全50話 |
| 3  | デジモンテイマーズ                                        | 2001年4月1日 - 2002年3月31日  | 貝澤幸男             | 小中千昭        | 有澤孝紀     | フジテレビ | 全51話 |
| 4  | デジモンフロンティア                                      | 2002年4月7日 - 2003年3月30日  | 貝澤幸男             | 富田祐弘        | 有澤孝紀     | フジテレビ | 全50話 |
| 5  | デジモンセイバーズ                                        | 2006年4月2日 - 2007年3月25日  | 伊藤尚往             | 山口亮太        | 奥慶一       | フジテレビ | 全48話 |
| 6  | デジモンクロスウォーズ                                    | 2010年7月6日 - 2011年3月8日   | えんどうてつや       | 三条陸          | 山下康介     | テレビ朝日 | 全30話 |
| 6  | デジモンクロスウォーズ 〜悪のデスジェネラルと七つの王国〜 | 2011年4月3日 - 2011年9月25日  | えんどうてつや       | Ｎ／Ａ          | 山下康介     | テレビ朝日 | 全24話 |
| 6  | デジモンクロスウォーズ 〜時を駆ける少年ハンターたち〜     | 2011年10月2日 - 2012年3月25日 | 貝澤幸男             | Ｎ／Ａ          | 山下康介     | テレビ朝日 | 全25話 |
| 7  | デジモンユニバース アプリモンスターズ                     | 2016年10月1日 - 2017年9月30日 | 古賀豪               | 加藤陽一        | 中川幸太郎   | テレビ東京 | 全52話 |
| 8  | デジモンアドベンチャー:                                   | 2020年4月5日 - 2021年9月26日  | 三塚雅人             | 富岡淳広        | 佐橋俊彦     | フジテレビ | 全67話 |
| 9  | デジモンゴーストゲーム                                    | 2021年10月3日 - 2023年3月26日 | 地岡公俊/三塚雅人    | 十川誠志        | 大谷幸       | フジテレビ | 全67話 |
| 10 | デジモンビートブレイク                                    | 2025年10月5日 -               | 宮元宏彰             | 山口亮太        | 桶狭間ありさ | フジテレビ | Ｎ／Ａ |

#### テレビスペシャル
| 作品名                                | 放送日       | 劇場上映期間                  | DVD発売日      | 配信日       | 監督     | 脚本              | 放送局     | 時間 | 話数  |
| ------------------------------------- | ------------ | ----------------------------- | -------------- | ------------ | -------- | ----------------- | ---------- | ---- | ----- |
| デジタルモンスター ゼヴォリューション | 2005年1月3日 | 2005年3月19日 - 2005年3月26日 | 2005年11月25日 | 2020年8月1日 | 角銅博之 | 伊藤和典/川崎美羽 | フジテレビ | 78分 | 全1話 |

#### 映画
|    | 作品名                                                       | 公開日         | VHS発売日      | DVD発売日      | BD発売日       | 監督       | 時間  | 興行収入  |
| -- | ------------------------------------------------------------ | -------------- | -------------- | -------------- | -------------- | ---------- | ----- | --------- |
| 1  | デジモンアドベンチャー                                       | 1999年3月6日   | 1999年12月10日 | 2001年1月21日  | 2015年1月9日   | 細田守     | 21分  | 9.00億円  |
| 2  | デジモンアドベンチャー ぼくらのウォーゲーム!                 | 2000年3月4日   | 2001年1月21日  | 2001年1月21日  | 2015年1月9日   | 細田守     | 41分  | 21.66億円 |
| 3  | デジモンアドベンチャー02 前編・デジモンハリケーン上陸!!      | 2000年7月8日   | 2001年2月21日  | 2001年2月21日  | 2015年1月9日   | 山内重保   | 30分  | 12.70億円 |
| 3  | デジモンアドベンチャー02 後編・超絶進化!!黄金のデジメンタル  | 2000年7月8日   | 2001年2月21日  | 2001年2月21日  | 2015年1月9日   | 山内重保   | 35分  | 12.70億円 |
| 4  | デジモンアドベンチャー02 ディアボロモンの逆襲                | 2001年3月3日   | 2001年11月21日 | 2001年11月21日 | 2015年1月9日   | 今村隆寛   | 30分  | 30.00億円 |
| 5  | デジモンテイマーズ 冒険者たちの戦い                          | 2001年7月14日  | 2002年4月21日  | 2002年4月21日  | 2015年1月9日   | 今沢哲男   | 51分  | 10.00億円 |
| 6  | デジモンテイマーズ 暴走デジモン特急                          | 2002年3月2日   | 2002年11月21日 | 2002年11月21日 | 2015年1月9日   | 中村哲治   | 31分  | 20.00億円 |
| 7  | デジモンフロンティア 古代デジモン（オニスモン）復活!!        | 2002年7月20日  | 2003年3月21日  | 2003年3月21日  | 2015年1月9日   | 今村隆寛   | 41分  | 4.60億円  |
| 8  | デジモンセイバーズ THE MOVIE 究極パワー!バーストモード発動!! | 2006年12月9日  | Ｎ／Ａ         | 2007年4月25日  | 2015年1月9日   | 長峯達也   | 21分  | 3.00億円  |
| 9  | デジモンアドベンチャー tri. 第1章「再会」                    | 2015年11月21日 | Ｎ／Ａ         | 2015年12月18日 | 2015年11月21日 | 元永慶太郎 | 89分  | 2.50億円  |
| 9  | デジモンアドベンチャー tri. 第2章「決意」                    | 2016年3月12日  | Ｎ／Ａ         | 2016年4月2日   | 2016年4月2日   | 元永慶太郎 | 88分  | 1.65億円  |
| 9  | デジモンアドベンチャー tri. 第3章「告白」                    | 2016年9月24日  | Ｎ／Ａ         | 2016年11月2日  | 2016年9月24日  | 元永慶太郎 | 106分 | 1.35億円  |
| 9  | デジモンアドベンチャー tri. 第4章「喪失」                    | 2017年2月25日  | Ｎ／Ａ         | 2017年4月4日   | 2017年2月25日  | 元永慶太郎 | 82分  | 1.23億円  |
| 9  | デジモンアドベンチャー tri. 第5章「共生」                    | 2017年9月30日  | Ｎ／Ａ         | 2017年11月2日  | 2017年9月30日  | 元永慶太郎 | 89分  | 1.05億円  |
| 9  | デジモンアドベンチャー tri. 第6章「ぼくらの未来」            | 2018年5月5日   | Ｎ／Ａ         | 2018年6月2日   | 2018年5月5日   | 元永慶太郎 | 98分  | 1.12億円  |
| 10 | デジモンアドベンチャー LAST EVOLUTION 絆                     | 2020年2月21日  | Ｎ／Ａ         | 2020年9月2日   | 2020年9月2日   | 田口智久   | 94分  | 3.10億円  |
| 11 | デジモンアドベンチャー02 THE BEGINNING                       | 2023年10月27日 | Ｎ／Ａ         | 2024年5月29日  | 2024年5月29日  | 田口智久   | 80分  | 1.54億円  |

#### 3D映画
|   | 作品名                                             | 公開期間                      | 再公開日      | DVD発売日     | BD発売日     | CG監督   | 演出     | 脚本   | 時間 |
| - | -------------------------------------------------- | ----------------------------- | ------------- | ------------- | ------------ | -------- | -------- | ------ | ---- |
| 1 | デジモンアドベンチャー3D デジモングランプリ!       | 2000年7月20日 - 2002年6月23日 | 2009年10月3日 | 2010年2月21日 | 2015年1月9日 | 森田信廣 | 細田守   | 前川淳 | 7分  |
| 2 | デジモンセイバーズ3D デジタルワールド危機イッパツ! | 2006年7月8日 - 2008年6月29日  | 2009年10月3日 | 2010年2月21日 | 2015年1月9日 | 西川和宏 | 中村哲治 | Ｎ／Ａ | 7分  |

#### OVA
| 作品名                                          | 劇場上映期間                   | 配信日       | BD発売日       | 演出     | 脚本                              | 時間 | 話数  |
| ----------------------------------------------- | ------------------------------ | ------------ | -------------- | -------- | --------------------------------- | ---- | ----- |
| デジモンアドベンチャー20th メモリアルストーリー | 2019年11月22日 - 2021年9月29日 | 2020年2月1日 | 2020年12月25日 | 名取孝浩 | 小田康平/佐賀奨平/東川遥/大和屋暁 | 25分 | 全5話 |

### 漫画

#### 集英社漫画
|   | 作品名                                                   | 発表期間                        | 原作       | 漫画         | 掲載誌         | 話数   | 巻数   |
| - | -------------------------------------------------------- | ------------------------------- | ---------- | ------------ | -------------- | ------ | ------ |
| 1 | C'mon デジモン                                           | 1997年9月28日                   | 井沢ひろし | やぶのてんや | 赤マルジャンプ | 全1話  | 全9巻  |
| 2 | デジモンアドベンチャー Vテイマー01                       | 1998年11月21日 - 2003年8月21日  | 井沢ひろし | やぶのてんや | Vジャンプ      | 全58話 | 全9巻  |
| 2 | デジモンアドベンチャー Vテイマー01 〜新たなる勇気〜      | 2020年5月21日                   | 井沢ひろし | やぶのてんや | Vジャンプ      | 全1話  | 全1話  |
| 3 | デジモンネクスト                                         | 2005年12月17日 - 2007年12月21日 | 浜崎達也   | 岡野剛       | Vジャンプ      | 全25話 | 全4巻  |
| 4 | デジモンクロスウォーズ                                   | 2010年6月21日 - 2012年5月2日    | Ｎ／Ａ     | 中島諭宇樹   | Vジャンプ      | 全21話 | 全4巻  |
| 5 | デジモンワールド リ:デジタイズ                           | 2012年6月21日 - 2012年7月21日   | バンナム   | 藤野耕平     | Vジャンプ      | 全2話  | 2巻    |
| 5 | デジモンワールド リ:デジタイズ エンコード                | 2013年4月20日 - 無期休載        | Ｎ／Ａ     | 藤野耕平     | Vジャンプ      | 22話   | 2巻    |
| 6 | デジモンストーリー サイバースルゥース                    | 2015年2月21日                   | Ｎ／Ａ     | フクダイクミ | Vジャンプ      | 全1話  | Ｎ／Ａ |
| 6 | デジモンストーリー サイバースルゥース ハッカーズメモリー | 2017年11月21日                  | バンナム   | 赤嶺直樹     | Vジャンプ      | 全1話  | Ｎ／Ａ |
| 7 | デジモンユニバース アプリモンスターズ                    | 2016年9月21日 - 2017年8月21日   | Ｎ／Ａ     | 赤嶺直樹     | Vジャンプ      | 全12話 | 全2巻  |
| 7 | デジモンユニバース アプリモンスターズ アプモン学園!!     | 2016年10月1日 - 2017年8月4日    | Ｎ／Ａ     | 広瀬かつき   | 最強ジャンプ   | 全9話  | Ｎ／Ａ |
| 8 | デジモンドリーマーズ                                     | 2021年10月4日 - 2024年3月4日    | Ｎ／Ａ     | やぶのてんや | 最強ジャンプ   | 全25話 | 全2巻  |

#### バンダイ漫画
|   | 作品名                                    | シリーズ名                   | 発表期間                      | 漫画              | 話数   | 章数   | 巻数   |
| - | ----------------------------------------- | ---------------------------- | ----------------------------- | ----------------- | ------ | ------ | ------ |
| 1 | デジモンクロニクル                        | デジモンペンデュラムエックス | 2003年4月30日 - 2004年5月13日 | 森山奏            | Ｎ／Ａ | 全4章  | 全4巻  |
| 1 | デジモンクロニクルエックス                | デジタルモンスターX          | 2018年1月12日 - 2020年3月30日 | 森山奏            | Ｎ／Ａ | 全27章 | 全3巻  |
| 2 | デジモンリベレイター                      | デジモンカードゲーム         | 2024年3月10日 -               | 佐々木心/福成冠智 | Ｎ／Ａ | Ｎ／Ａ | Ｎ／Ａ |
| 3 | デジモンリコレクション                    | デジモンコミック             | 2024年8月10日 - 2025年5月16日 | 鳳轡わが          | 全4話  | Ｎ／Ａ | Ｎ／Ａ |
| 3 | デジモンパラドクス                        | デジモンコミック             | 2024年8月10日 - 2025年5月16日 | みなと歩          | 全4話  | Ｎ／Ａ | Ｎ／Ａ |
| 3 | デジモンナックルズ                        | デジモンコミック             | 2024年8月10日 - 2025年5月16日 | 聡田苺            | 全4話  | Ｎ／Ａ | Ｎ／Ａ |
| 3 | ひらがなでじもん・ろいやるないつ物語      | デジモンコミック             | 2024年8月10日 - 2025年5月16日 | やぶのてんや      | 全4話  | Ｎ／Ａ | Ｎ／Ａ |
| 3 | デジモンシーカーズ 〜三叉路の魔女〜       | デジモンコミック             | 2024年8月10日 - 2024年11月1日 | 狩陸木一          | 全2話  | Ｎ／Ａ | Ｎ／Ａ |
| 3 | デジモンシーカーズ -ウォールスラムの悪夢- | デジモンコミック             | 2025年2月14日 - 2025年5月16日 | 狩陸木一          | 全2話  | Ｎ／Ａ | Ｎ／Ａ |
| 3 | デジモンゲットバック                      | デジモンコミック             | 2025年5月16日                 | あおき歩夢        | 全1話  | Ｎ／Ａ | Ｎ／Ａ |

### 小説
|   | 作品名                                                               | 発表期間                      | 発売日        | 著者                | 話数   | 章数   | 巻数   |
| - | -------------------------------------------------------------------- | ----------------------------- | ------------- | ------------------- | ------ | ------ | ------ |
| 1 | 小説 デジモンアドベンチャー 〜いま、冒険がはじまる〜                 | Ｎ／Ａ                        | 2001年4月30日 | 角銅博之/まさきひろ | 全16話 | 全3章  | 全3巻  |
| 1 | 小説 デジモンアドベンチャー 〜8人目の選ばれし子ども〜                | Ｎ／Ａ                        | 2001年6月30日 | 角銅博之/まさきひろ | 全15話 | 全3章  | 全3巻  |
| 1 | 小説 デジモンアドベンチャー 〜冒険はまだ終わらない〜                 | Ｎ／Ａ                        | 2001年7月30日 | 角銅博之/まさきひろ | 全22話 | 全3章  | 全3巻  |
| 2 | デジモンテイマーズ1984                                               | 2002年9月10日                 | Ｎ／Ａ        | 小中千昭            | 全1話  | Ｎ／Ａ | Ｎ／Ａ |
| 2 | デジモンテイマーズ1984 第二版                                        | 2017年10月25日                | Ｎ／Ａ        | 小中千昭            | 全1話  | Ｎ／Ａ | Ｎ／Ａ |
| 3 | デジモンクロニクルエックス THE LAST EPISODE                          | 2018年1月12日 - 2020年3月30日 | 2020年3月16日 | 兎塚クニアキ        | Ｎ／Ａ | 全3章  | 全1巻  |
| 4 | 映画ノベライズ デジモンアドベンチャー LAST EVOLUTION 絆              | Ｎ／Ａ                        | 2020年2月7日  | 真紀涼介            | Ｎ／Ａ | 全4章  | 全1巻  |
| 4 | デジモンアドベンチャー LAST EVOLUTION 絆 映画ノベライズ みらい文庫版 | Ｎ／Ａ                        | 2020年2月7日  | 河端朝日            | Ｎ／Ａ | 全11章 | 全1巻  |
| 5 | デジモンシーカーズ                                                   | 2023年4月3日 - 2024年3月10日  | Ｎ／Ａ        | Ｎ／Ａ              | 全54話 | 全4章  | Ｎ／Ａ |
| 6 | デジモンリベレイター                                                 | 2024年5月23日 -               | Ｎ／Ａ        | 兎塚クニアキ        | Ｎ／Ａ | Ｎ／Ａ | Ｎ／Ａ |

### ラジオドラマ

#### ドラマCD
|   | 作品名                                                                 | 発売日         | 演出              | 脚本                           | 時間 | 品番       | 備考       |
| - | ---------------------------------------------------------------------- | -------------- | ----------------- | ------------------------------ | ---- | ---------- | ---------- |
| 1 | デジモンアドベンチャー キャラクターソング+ミニドラマ(1)                | 1999年11月3日  | 角銅博之          | まさきひろ                     | 42分 | NECA-30008 | 一般販売   |
| 1 | デジモンアドベンチャー キャラクターソング+ミニドラマ(2)                | 1999年12月3日  | 角銅博之          | 大和屋暁                       | 40分 | NECA-30009 | 一般販売   |
| 1 | デジモンアドベンチャー キャラクターソング+ミニドラマ(3)                | 2000年1月7日   | 角銅博之          | まさきひろ/大和屋暁            | 40分 | NECA-30010 | 一般販売   |
| 2 | デジモンアドベンチャー02 ドラマCD 未知へのアーマー進化                 | 2001年2月7日   | 角銅博之          | まさきひろ                     | 53分 | NECA-30031 | 一般販売   |
| 3 | デジモンアドベンチャー02 ドラマCD 石田ヤマト 手紙 -Letter-             | 2001年3月7日   | 細田守            | 大和屋暁                       | 44分 | NECA-30032 | 一般販売   |
| 4 | デジモンアドベンチャー02 ドラマCD 夏への扉                             | 2001年10月3日  | 山内重保          | 吉田玲子                       | 45分 | NECA-30045 | 一般販売   |
| 5 | デジモンアドベンチャー オリジナルストーリー 2年半の休暇                | 2003年4月23日  | 角銅博之          | 角銅博之                       | 38分 | NECA-30081 | 一般販売   |
| 5 | デジモンアドベンチャー02 オリジナルストーリー 2003年 -春-              | 2003年4月23日  | 角銅博之          | 角銅博之/泥沼静馬/吉村元希     | 45分 | NECA-30082 | 一般販売   |
| 5 | デジモンテイマーズ オリジナルストーリー メッセージ・イン・ザ・パケット | 2003年4月23日  | 貝澤幸男          | 小中千昭                       | 64分 | NECA-30083 | 一般販売   |
| 5 | デジモンフロンティア オリジナルストーリー 伝えたいこと                 | 2003年4月23日  | 貝澤幸男          | 富田祐弘/成田良美/大和屋暁     | 34分 | NECA-30084 | 一般販売   |
| 5 | デジモン オリジナル ストーリー スペシャル 〜with〜                     | 2003年12月19日 | 角銅博之/貝澤幸男 | 角銅博之/小中千昭/富田祐弘など | 9分  | ICCM-3     | 応募非売品 |
| 6 | デジモンアドベンチャー 15th Anniversary Blu-ray BOX スペシャルドラマCD | 2015年3月3日   | 角銅博之          | 吉村元希                       | 39分 | HMCH-2052  | 限定特典   |
| 7 | デジモンテイマーズ2018 Days-情報と非日常-                              | 2018年4月3日   | 貝澤幸男          | 小中千昭                       | 29分 | HMCH-2073  | 限定特典   |
| 8 | デジモンフロンティア 希望という名の電車                                | 2019年4月2日   | 貝澤幸男          | まさきひろ                     | 25分 | HMCH-2081  | 限定特典   |
| 9 | デジモンアドベンチャー LAST EVOLUTION 絆 ぼくらはどこへ行く?           | 2020年9月2日   | Ｎ／Ａ            | 大和屋暁                       | 26分 | HMCH-2093  | 限定特典   |

#### オーディオドラマ
|   | 作品名                                                                          | 配布期間                        | CD発売日      | 脚本     | 時間 | 話数  | 備考         |
| - | ------------------------------------------------------------------------------- | ------------------------------- | ------------- | -------- | ---- | ----- | ------------ |
| 1 | デジモンアドベンチャー02 THE BEGINNING 大輔の第一歩!麺屋もとみや開店            | 2023年10月27日 - 2023年11月2日  | 2024年5月29日 | 大和屋暁 | 8分  | 全1話 | 期間限定特典 |
| 2 | デジモンアドベンチャー02 THE BEGINNING 兄へのSOS!タケルとヒカリ極秘ミッション!? | 2023年11月3日 - 2023年11月9日   | 2024年5月29日 | 大和屋暁 | 7分  | 全1話 | 期間限定特典 |
| 3 | デジモンアドベンチャー02 THE BEGINNING ボクたちの、未来へ!                      | 2023年11月10日 - 2023年11月16日 | 2024年5月29日 | 大和屋暁 | 9分  | 全1話 | 期間限定特典 |

### 舞台

#### 舞台劇
| 作品名                                                         | 公演期間                     | 配信日        | DVD発売日     | 放送日        | 人形総指揮       | 放送局 |
| -------------------------------------------------------------- | ---------------------------- | ------------- | ------------- | ------------- | ---------------- | ------ |
| 超進化ステージ「デジモンアドベンチャー tri. 〜8月1日の冒険〜」 | 2017年8月5日 - 2017年8月13日 | 2017年8月13日 | 2017年12月2日 | 2018年1月14日 | 人形劇団ひとみ座 | WOWOW  |

#### 朗読劇
|   | 作品名                                                              | 公演名                                          | 公演日        | 配信日                       |
| - | ------------------------------------------------------------------- | ----------------------------------------------- | ------------- | ---------------------------- |
| 1 | デジモン:One Night Stand                                            | We Love DiGiMONMUSiC お台場メモリアルコンサート | 2003年4月6日  | Ｎ／Ａ                       |
| 2 | デジモン スペシャルドラマ                                           | DIGIMON ADVENTURE FES. 2016                     | 2016年7月31日 | Ｎ／Ａ                       |
| 3 | デジモン スペシャルドラマ 夏の超進化のど自慢大会                    | DIGIMON ADVENTURE FES. 2017                     | 2017年7月30日 | Ｎ／Ａ                       |
| 4 | デジモン スペシャルドラマ もう一つの8月1日                          | デジフェス2019                                  | 2019年7月28日 | Ｎ／Ａ                       |
| 5 | デジモンテイマーズ2021                                              | デジフェス2021                                  | 2021年8月1日  | 2021年8月1日                 |
| 6 | デジモンフロンティア 謎のメール再び!犯人は誰だ!                     | デジフェス2022                                  | 2022年7月30日 | 2022年7月30日                |
| 7 | デジモンシーカーズ                                                  | Ｎ／Ａ                                          | Ｎ／Ａ        | 2023年4月3日 - 2024年3月10日 |
| 8 | デジモンアドベンチャー02 THE BEGINNING 昼 花火大会チケット大争奪戦! | デジフェス2023                                  | 2023年7月30日 | 2023年7月30日                |
| 8 | デジモンアドベンチャー02 THE BEGINNING 夜 全員集合!夜の大捜査線!    | デジフェス2023                                  | 2023年7月30日 | 2023年7月30日                |